# Le Baromètre
Pour les articles homonymes, voir page d'homonymie : Baromètre (homonymie).
Le Baromètre, ou la Pluie et le Beau Temps est un vaudeville en deux actes d'Eugène Labiche, en collaboration avec Auguste Lefranc et Marc-Michel, représenté pour la première fois à Paris au Théâtre du Vaudeville le 1er août 1848.
Cette pièce n'a pas été imprimée.